# Malte Donker
Malte Donker (* 13. Februar 1998 in Peine) ist ein deutscher Handballspieler.

## Karriere

### Im Verein
Donker durchlief die Jugendmannschaften der TSV Hannover-Burgdorf. Nach der Jugend spielte er zunächst hauptsächlich in der 2. Mannschaft, erhielt aber auch Einsätze im Bundesligateam. Ab der Saison 2019/20 stand er fest im Kader der 1. Mannschaft. 2021 wechselte er zum Zweitligisten ThSV Eisenach. Mit Eisenach stieg er 2023 in die 1. Bundesliga auf. Im Sommer 2025 schloss er sich dem Erstligaaufsteiger GWD Minden an.

### In Auswahlmannschaften
Mit der deutschen Jugendnationalmannschaft gewann er die Bronze-Medaille beim Europäischen-Olympischen Jugendfestival 2015.

## Privat
Er studiert Sportmanagement.